# Franz Haertl
Franz Haertl (* 27. Mai 1880 in Landshut; † 1. März 1959) war ein deutscher Landrat.

## Leben
Nach dem Abitur 1899 am Wilhelmsgymnasium München absolvierte Franz Haertl ein Studium der Rechtswissenschaften an der Ludwig-Maximilians-Universität München und begann nach abgelegter erster juristischer Staatsprüfung den dreijährigen Vorbereitungsdienst. Seit dem Studium war er Mitglied der Studentenverbindung Akademischer Gesangverein München im SV. Das große juristische Staatsexamen (früher Staatskonkurs) legte er 1906 ab und wurde Rechtspraktikant bei der Regierung von Oberbayern. Nach seiner Geschäftsaushilfe beim Bezirksamt Neustadt a. d. Waldnaab übernahm er 1909 die Stelle des Amtsanwalts bei der Polizeidirektion München. Bevor er am 1. März 1930 zum Bezirksamtsvorstand (ab 1939 Landrat) beim Bezirksamt Neunburg vorm Wald (ab 1939 Landkreis Neunburg vorm Wald) ernannt wurde, war er als Assessor in Mallersdorf und Schwabmünchen tätig und erhielt am 1. April 1927 den Titel und Rang eines Regierungsrats. Im August 1942 wurde er zum  Oberpräsidium Hannover  und am 27. Mai 1943 zur Regierung von Unterfranken abgeordnet. Im Juli 1944 wurde er wegen einer schweren Erkrankung dienstunfähig und ging zum 1. September 1945 in den Ruhestand.